# غار بغری
غار بغری (گرجی: ბღერის მღვიმე) یک غار در گرجستان است که در تسقالتوبو واقع شده است.